# Discografia de Blur
A discografia da banda britânica Blur, formada no ano de 1988 em Londres, consiste em nove álbuns de estúdio, três álbuns ao vivo, quatro compilações, dois box sets, quatro álbuns de vídeo, quarenta e sete singles (incluindo dez singles promocionais) e trinta e seis vídeos musicais.

## Álbuns de estúdio
| Ano  | Detalhes | Melhores posições nas paradas | Melhores posições nas paradas | Melhores posições nas paradas | Melhores posições nas paradas | Melhores posições nas paradas | Melhores posições nas paradas | Melhores posições nas paradas | Melhores posições nas paradas | Melhores posições nas paradas | Melhores posições nas paradas | Melhores posições nas paradas | Melhores posições nas paradas | Melhores posições nas paradas | Melhores posições nas paradas | Melhores posições nas paradas | Melhores posições nas paradas | Melhores posições nas paradas | Melhores posições nas paradas | Melhores posições nas paradas | Melhores posições nas paradas | Certificações  |
| Ano  | Detalhes | UK                            | AUS                           | AUT                           | BEL                           | BEL                           | CAN                           | SUI                           | DIN                           | FIN                           | FRA                           | ALE                           | IRL                           | ITA                           | JAP                           | HOL                           | NOR                           | NZL                           | POR                           | SUE                           | EUA                           | Certificações  |
| ---- | --- | ----------------------------- | ----------------------------- | ----------------------------- | ----------------------------- | ----------------------------- | ----------------------------- | ----------------------------- | ----------------------------- | ----------------------------- | ----------------------------- | ----------------------------- | ----------------------------- | ----------------------------- | ----------------------------- | ----------------------------- | ----------------------------- | ----------------------------- | ----------------------------- | ----------------------------- | ----------------------------- | -------------- |
| 1991 | Leisure - Lançamento: 26 de agosto de 1991 - Formato: CD, cassette, LP - Gravadora: Food (#6)                               | 7                             | —                             | —                             | —                             | —                             | —                             | —                             | —                             | —                             | —                             | —                             | —                             | —                             | —                             | —                             | —                             | —                             | —                             | —                             | —                             | - UK: Ouro     |
| 1993 | Modern Life Is Rubbish - Lançamento: 10 de maio de 1993 - Formato: CD, cassette, LP - Gravadora: Food (#9)                  | 15                            | —                             | —                             | —                             | —                             | —                             | —                             | —                             | —                             | —                             | —                             | —                             | —                             | —                             | —                             | —                             | —                             | —                             | —                             | —                             | - UK: Ouro     |
| 1994 | Parklife - Lançamento: 25 de abril de 1994 - Formato: CD, cassette, LP - Gravadora: Food (#10)                              | 1                             | 45                            | —                             | —                             | —                             | 41                            | —                             | —                             | —                             | —                             | —                             | —                             | —                             | 36                            | —                             | 37                            | 27                            | —                             | 8                             | 152                           | - UE: Platina  |
| 1995 | The Great Escape - Lançamento: 11 de setembro de 1995 - Formato: CD, cassette, LP - Gravadora: Food (#14)                   | 1                             | 10                            | 21                            | 28                            | 22                            | 24                            | 26                            | —                             | 5                             | 32                            | 35                            | —                             | —                             | 5                             | 28                            | 5                             | 7                             | —                             | 2                             | 150                           | - UE: Platina  |
| 1997 | Blur - Lançamento: 10 de fevereiro de 1997 - Formato: CD, cassette, LP - Gravadora: Food (#19)                              | 1                             | 22                            | 21                            | 25                            | 12                            | 26                            | 17                            | —                             | 8                             | 12                            | 23                            | —                             | —                             | 7                             | 49                            | 6                             | 3                             | —                             | 4                             | 61                            | - UE: Platina  |
| 1999 | 13 - Lançamento: 15 de março de 1999 - Formato: CD, cassette, duplo LP - Gravadora: Food (#29)                              | 1                             | 12                            | 12                            | 22                            | 29                            | 11                            | 12                            | —                             | 17                            | 12                            | 6                             | —                             | —                             | 13                            | 60                            | 1                             | 2                             | —                             | 4                             | 80                            | - NZL: Platina |
| 2003 | Think Tank - Lançamento: 5 de maio de 2003 - Formato: CD, cassette, duplo-LP, minidisco - Gravadora: Parlophone (#582 9972) | 1                             | 30                            | 19                            | 19                            | 9                             | —                             | 9                             | 11                            | 15                            | 11                            | 8                             | 3                             | 4                             | 14                            | 52                            | 18                            | 27                            | 28                            | 44                            | 56                            | - UK: Ouro     |
| 2015 | The Magic Whip - Lançamento: 27 de abril de 2015 - Formato: CD, duplo-LP, download - Gravadora: Parlophone                  | 1                             | 5                             | 2                             | 5                             | 8                             | 15                            | 4                             | 3                             | 12                            | 3                             | 3                             | 1                             | 7                             | 5                             | 4                             | 8                             | 8                             | 5                             | 30                            | 24                            | - UK: Ouro     |
| 2023 | The Ballad of Darren - Lançamento: 21 de julho de 2023 - Formato: CD, duplo-LP, cassete, download - Gravadora: Parlophone   | —                             | —                             | —                             | —                             | —                             | —                             | —                             | —                             | —                             | —                             | —                             | —                             | —                             | —                             | —                             | —                             | —                             | —                             | —                             | —                             | - UK: Prata    |

## Compilações
| Ano  | Detalhes                                                                               | Melhores posições nas paradas | Melhores posições nas paradas | Melhores posições nas paradas | Melhores posições nas paradas | Melhores posições nas paradas | Melhores posições nas paradas | Melhores posições nas paradas | Melhores posições nas paradas | Melhores posições nas paradas | Melhores posições nas paradas | Melhores posições nas paradas | Melhores posições nas paradas | Melhores posições nas paradas | Melhores posições nas paradas | Melhores posições nas paradas | Melhores posições nas paradas | Melhores posições nas paradas | Melhores posições nas paradas | Melhores posições nas paradas | Melhores posições nas paradas | Certificações |
| Ano  | Detalhes                                                                               | UK                            | AUS                           | AUT                           | BEL                           | BEL                           | CAN                           | SUI                           | DIN                           | FIN                           | FRA                           | ALE                           | IRL                           | ITA                           | JAP                           | HOL                           | NOR                           | NZL                           | POR                           | SUE                           | EUA                           | Certificações |
| ---- | -------------------------------------------------------------------------------------- | ----------------------------- | ----------------------------- | ----------------------------- | ----------------------------- | ----------------------------- | ----------------------------- | ----------------------------- | ----------------------------- | ----------------------------- | ----------------------------- | ----------------------------- | ----------------------------- | ----------------------------- | ----------------------------- | ----------------------------- | ----------------------------- | ----------------------------- | ----------------------------- | ----------------------------- | ----------------------------- | ------------- |
| 1994 | The Special Collectors Edition - Lançamento: 26 de outubro de 1994 - Gravadora: Food   | —                             | —                             | —                             | —                             | —                             | —                             | —                             | —                             | —                             | —                             | —                             | —                             | —                             | —                             | —                             | —                             | —                             | —                             | —                             | —                             |               |
| 1998 | Bustin' + Dronin' - Lançamento: 25 de fevereiro de 1998 - Gravadora: Food/EMI          | 50                            | —                             | —                             | —                             | —                             | —                             | —                             | —                             | —                             | —                             | —                             | —                             | —                             | 50                            | —                             | —                             | —                             | —                             | —                             | —                             | - JAP: Ouro   |
| 2000 | Blur: The Best of - Lançamento: 30 de outubro de 2000 - Gravadora: Food/EMI            | 3                             | 23                            | 25                            | 29                            | —                             | 14                            | 31                            | 29                            | —                             | —                             | 35                            | 3                             | 15                            | —                             | —                             | 13                            | 6                             | —                             | 22                            | 186                           | - UE: Platina |
| 2009 | Midlife: A Beginner's Guide to Blur - Lançamento: 15 de junho de 2009 - Gravadora: EMI | 20                            | —                             | —                             | —                             | —                             | —                             | —                             | —                             | —                             | —                             | —                             | 34                            | —                             | —                             | —                             | —                             | —                             | —                             | —                             | —                             | - UK: Ouro    |

## Ao vivo
| Ano  | Detalhes |
| ---- | --- |
| 1996 | Live at the Budokan - Lançamento: 22 de maio de 1996 - Gravadora: Food/EMI                                                                 |
| 2009 | All the People... Blur: Live at Hyde Park - Lançamento: 30 de agosto de 2009 - Gravadora: Parlophone - Posições: #44/#70 (UK Albums Chart) |
| 2012 | Parklive - Lançamento: 13 de agosto de 2012 - Gravadora: Parlophone                                                                        |

## Box sets
| Ano  | Detalhes |
| ---- | --- |
| 1999 | The 10 Year Limited Edition Anniversary Box Set - Lançamento: 17 de agosto de 1999 - Gravadora: Food Records/EMI |
| 2012 | Blur 21 - Lançamento: 30 de julho de 2012 - Gravadora: Food Records/Virgin/Parlophone                            |

## Singles
| Ano  | Título                            | Posições | Posições | Posições | Posições | Posições | Posições | Posições | Posições | Posições | Posições | Posições | Posições | Posições | Posições | Certificações     | Álbum                            |
| Ano  | Título                            | UK       | AUS      | CAN      | SUI      | FIN      | FRA      | ALE      | IRL      | HOL      | NOR      | NZL      | SUE      | EUA      | US Alt   | Certificações     | Álbum                            |
| ---- | --------------------------------- | -------- | -------- | -------- | -------- | -------- | -------- | -------- | -------- | -------- | -------- | -------- | -------- | -------- | -------- | ----------------- | -------------------------------- |
| 1990 | "She's So High"                   | 48       | —        | —        | —        | —        | —        | —        | —        | —        | —        | —        | —        | —        | —        |                   | Leisure                          |
| 1991 | "There's No Other Way"            | 8        | —        | —        | —        | —        | —        | —        | 19       | —        | —        | —        | —        | 82       | 5        |                   | Leisure                          |
| 1991 | "Bang"                            | 24       | —        | —        | —        | —        | —        | —        | 21       | —        | —        | —        | —        | —        | —        |                   | Leisure                          |
| 1992 | "Popscene"                        | 32       | —        | —        | —        | —        | —        | —        | —        | —        | —        | —        | —        | —        | —        |                   | Single sem álbum                 |
| 1993 | "For Tomorrow"                    | 28       | —        | —        | —        | —        | —        | —        | —        | —        | —        | —        | —        | —        | —        |                   | Modern Life Is Rubbish           |
| 1993 | "Chemical World"                  | 28       | —        | —        | —        | —        | —        | —        | —        | —        | —        | —        | —        | —        | 27       |                   | Modern Life Is Rubbish           |
| 1993 | "Sunday Sunday"                   | 26       | —        | —        | —        | —        | —        | —        | —        | —        | —        | —        | —        | —        | —        |                   | Modern Life Is Rubbish           |
| 1994 | "Girls & Boys"                    | 5        | 19       | 27       | —        | —        | 11       | —        | 23       | 24       | —        | 16       | 30       | 59       | 4        | - NZL: Ouro       | Parklife                         |
| 1994 | "To the End"                      | 16       | —        | —        | —        | —        | —        | —        | —        | —        | —        | —        | —        | —        | —        |                   | Parklife                         |
| 1994 | "Parklife"                        | 10       | —        | —        | —        | —        | —        | —        | 30       | —        | —        | —        | —        | —        | —        | - UK: Platina     | Parklife                         |
| 1994 | "End of a Century"                | 19       | —        | —        | —        | —        | —        | —        | —        | —        | —        | —        | —        | —        | —        |                   | Parklife                         |
| 1995 | "Country House"                   | 1        | 28       | —        | 26       | 4        | —        | —        | 1        | —        | 6        | 30       | 10       | —        | —        | - NOR: Ouro       | The Great Escape                 |
| 1995 | "The Universal"                   | 5        | —        | —        | —        | —        | —        | —        | 12       | —        | —        | —        | 55       | —        | —        | - UK: Prata       | The Great Escape                 |
| 1996 | "Stereotypes"                     | 7        | —        | —        | —        | —        | —        | —        | 13       | —        | —        | —        | —        | —        | —        |                   | The Great Escape                 |
| 1996 | "Charmless Man"                   | 5        | 35       | —        | —        | —        | 33       | —        | 25       | —        | —        | —        | —        | —        | —        | - UK: Prata       | The Great Escape                 |
| 1997 | "Beetlebum"                       | 1        | 35       | —        | —        | 3        | —        | 85       | 8        | 87       | —        | 34       | 39       | —        | —        | - UK: Prata       | Blur                             |
| 1997 | "Song 2"                          | 2        | 4        | —        | —        | —        | —        | —        | 10       | 73       | —        | —        | 28       | —        | 6        | - NZL: 3× Platina | Blur                             |
| 1997 | "On Your Own"                     | 5        | —        | —        | —        | —        | —        | —        | 27       | —        | —        | —        | —        | —        | —        |                   | Blur                             |
| 1997 | "M.O.R."                          | 15       | —        | —        | —        | —        | —        | —        | —        | —        | —        | 45       | —        | —        | —        |                   | Blur                             |
| 1999 | "Tender"                          | 2        | 32       | —        | 45       | —        | —        | 94       | 6        | 90       | 15       | 12       | 29       | —        | —        | - UK: Platina     | 13                               |
| 1999 | "Coffee & TV"                     | 11       | —        | —        | —        | —        | —        | —        | 26       | —        | —        | —        | —        | —        | —        | - UK: Ouro        | 13                               |
| 1999 | "No Distance Left to Run"         | 14       | —        | —        | —        | —        | —        | —        | —        | —        | —        | —        | —        | —        | —        |                   | 13                               |
| 2000 | "Music Is My Radar"               | 10       | —        | —        | —        | —        | —        | —        | 35       | —        | —        | —        | —        | —        | —        |                   | The Best of Blur                 |
| 2002 | "Don't Bomb When You're the Bomb" | —        | —        | —        | —        | —        | —        | —        | —        | —        | —        | —        | —        | —        | —        |                   | Single sem álbum                 |
| 2003 | "Out of Time"                     | 5        | —        | —        | 97       | —        | —        | 75       | 17       | —        | —        | —        | 19       | —        | —        |                   | Think Tank                       |
| 2003 | "Crazy Beat"                      | 18       | —        | 30       | —        | —        | —        | 98       | 41       | —        | —        | —        | 20       | —        | 22       |                   | Think Tank                       |
| 2003 | "Good Song"                       | 22       | —        | —        | —        | —        | —        | —        | —        | —        | —        | —        | —        | —        | —        |                   | Think Tank                       |
| 2010 | "Fool's Day"                      | —        | —        | —        | —        | —        | —        | —        | —        | —        | —        | —        | —        | —        | —        |                   | Edição Limitada/Single sem álbum |
| 2012 | "Under the Westway"/'The Puritan" | 34       | —        | —        | —        | —        | 120      | —        | 45       | —        | —        | —        | —        | —        | —        |                   | Edição Limitada/Single sem álbum |
| 2015 | "Go Out"                          | 182      | —        | —        | —        | —        | 188      | —        | —        | —        | —        | —        | —        | —        | —        |                   | The Magic Whip                   |
| 2015 | "There Are Too Many of Us"        | —        | —        | —        | —        | —        | —        | —        | —        | —        | —        | —        | —        | —        | —        |                   | The Magic Whip                   |
| 2015 | "Lonesome Street"                 | 151      | —        | —        | —        | —        | 181      | —        | —        | —        | —        | —        | —        | —        | —        |                   | The Magic Whip                   |
| 2015 | "Ong Ong"                         | —        | —        | —        | —        | —        | —        | —        | —        | —        | —        | —        | —        | —        | —        |                   | The Magic Whip                   |
| 2015 | "I Broadcast"                     | —        | —        | —        | —        | —        | —        | —        | —        | —        | —        | —        | —        | —        | —        |                   | The Magic Whip                   |
| 2023 | "The Narcissist"                  | 81       | —        | —        | —        | —        | —        | —        | —        | —        | —        | —        | —        | —        | 32       |                   | The Ballad of Darren             |
| 2023 | "St. Charles Square"              | —        | —        | —        | —        | —        | —        | —        | —        | —        | —        | —        | —        | —        | —        |                   | The Ballad of Darren             |
| 2023 | "Barbaric"                        | —        | —        | —        | —        | —        | —        | —        | —        | —        | —        | —        | —        | —        | —        |                   | The Ballad of Darren             |

## Singles promocionais
| Título                              | Ano  | Posições | Álbum          |
| Título                              | Ano  | UK       | Álbum          |
| ----------------------------------- | ---- | -------- | -------------- |
| "High Cool" / "Bad Day"             | 1991 | —        | Leisure        |
| "Bang" (Mindwarp Mutations Remixes  | 1992 | —        | —              |
| "The Wassailing Song"               | 1992 | —        | —              |
| "This Is a Low"                     | 1995 | —        | Parklife       |
| "Tracy Jacks" / "Bank Holiday"      | 1995 | —        | Parklife       |
| "Entertain Me" (The Live It! Remix) | 1995 | —        | —              |
| "Death of a Party"                  | 1997 | —        | Blur           |
| "Bugman"                            | 1999 | —        | 13             |
| "We've Got a File on You"           | 2003 | —        | Think Tank     |
| "Y'all Doomed"                      | 2015 | 165      | The Magic Whip |

## Vídeoclipes
| Ano  | Título                              | Diretor                  |
| ---- | ----------------------------------- | ------------------------ |
| 1990 | "She's So High"                     | David Balfe              |
| 1991 | "There's No Other Way" (versão RU)  | David Balfe              |
| 1991 | "Bang"                              | Willy Smax               |
| 1991 | "There's No Other Way" (versão EUA) | Matthew Amos             |
| 1992 | "Popscene"                          | David Mould              |
| 1993 | "For Tomorrow"                      | Julien Temple            |
| 1993 | "Chemical World"                    | Dwight Clarke            |
| 1993 | "Sunday Sunday"                     | Dwight Clarke            |
| 1994 | "Girls & Boys"                      | Kevin Godley             |
| 1994 | "To the End"                        | David Mould              |
| 1994 | "Parklife"                          | Pedro Romhanyi           |
| 1994 | "End of a Century"                  | Matthew Longfellow       |
| 1995 | "Country House"                     | Damien Hirst             |
| 1995 | "The Universal"                     | Jonathan Glazer          |
| 1996 | "Stereotypes"                       | Matthew Longfellow       |
| 1996 | "Charmless Man"                     | Jamie Thraves            |
| 1997 | "Beetlebum"                         | Sophie Muller            |
| 1997 | "Song 2"                            | Sophie Muller            |
| 1997 | "On Your Own"                       | Sophie Muller            |
| 1997 | "M.O.R."                            | John Hardwick            |
| 1999 | "Tender"                            | Grant Gee                |
| 1999 | "Coffee & TV"                       | Hammer & Tongs           |
| 1999 | "No Distance Left to Run"           | Thomas Vinterberg        |
| 2000 | "Music Is My Radar"                 | Don Cameron              |
| 2003 | "Out of Time"                       | John Hardwick            |
| 2003 | "Crazy Beat"                        | Shynola                  |
| 2003 | "Crazy Beat" (versão alternativa)   | John Hardwick            |
| 2003 | "Good Song"                         | Shynola & David Shrigley |
| 2010 | "Fool's Day"                        | Pulse Films              |
| 2012 | "Under the Westway"                 | Pulse Films              |
| 2012 | "The Puritan"                       | Pulse Films              |
| 2015 | "Go Out"                            | Tony Hung                |
| 2015 | "There Are Too Many of Us"          | Blur                     |
| 2015 | "Lonesome Street"                   | Ben Reed                 |
| 2015 | "Ong Ong"                           | Tony Hung                |
| 2015 | "I Broadcast"                       | Tony Hung                |
| 2023 | "St. Charles Square"                | Toby L                   |

## Lançamentos de vídeo
- Starshaped (VHS:1993, DVD:2004) (vídeo de turnê)
- Showtime (VHS:1995) (concerto ao vivo)
- No Distance Left to Run (The Making of) (1999)
- Blur: The Best of (DVD & VHS:2000) (versão em vídeo da compilação de Greatest Hits homônima)